# Ferdinand Bernauer
Ferdinand Bernauer (* 23. Juli 1892 in Menzingen (Baden); † 16. Mai 1945 in Berlin) war ein deutscher Mineraloge, Geologe und Entwickler großflächiger Polarisationsfilter aus Herapathit.

## Leben und Werk
Bernauer wurde als Sohn der Eheleute Hermann Bernauer und Lina Dörschuck geboren. Sein Vater war als Oberlehrer tätig. Nach einem Studium in Heidelberg trat er Anfang 1919 in die Dienste der Geologischen Landesanstalt in Berlin.
Ferdinand Bernauer erhielt 1928 eine außerordentliche Professur für Mineralogie und Petrographie an der Technischen Hochschule Berlin.
Ab 1930 war er als Vulkanologe tätig. Diesbezügliche Studienreisen führten ihn nach Island und Vulcano.
Die Technische Hochschule Berlin übertrug Bernauer im Jahr 1938 die Leitung des wissenschaftlichen Lagerstättenarchivs.
Bekanntheit erlangte er aber auch durch die Entwicklung großflächiger monokristalliner Polarisationsfilter aus Herapathit, die ab 1935 von der Firma Zeiss hergestellt und zunächst unter der Bezeichnung „Herapathit-Filter“, dann aber bereits ab 1936 in Anlehnung an seinen Familiennamen unter der Bezeichnung „Bernotar“ vertrieben wurden. Mit dem von Bernauer entwickelten Verfahren konnten großflächige, aber nur einen Bruchteil eines Millimeters dicke, Einkristalle aus Herapathit gezüchtet werden. Diese Einkristalle wurden zur optischen Anwendung zwischen zwei Glasplatten montiert.
Eine kriegsbedingte Verletzung durch einen Granatsplitter führte zu seinem Tode.
1919/20 war er bei der Preußischen Geologischen Landesanstalt (PGLA).

## Veröffentlichungen (Auswahl)
- Kolloidchemie als Hilfswissenschaft der Mineralogie (1924)
- Gedrillte Kristalle (1929)
- Junge Tektonik auf Island (1943)